# Nowy Żabieniec
Nowy Żabieniec – wieś sołecka w Polsce, położona w województwie mazowieckim, w powiecie garwolińskim, w gminie Wilga.
| SIMC    | Nazwa    | Rodzaj    |
| ------- | -------- | --------- |
| 0693983 | Naddawki | część wsi |
| 0693990 | Podgórze | część wsi |

W latach 1975–1998 miejscowość administracyjnie należała do województwa siedleckiego.
Wierni Kościoła rzymskokatolickiego należą do parafii św. Izydora w Marianowie.